# Lipe Haderlap
Lipe Haderlap, slovenski pesnik, novinar, publicist, urednik in prevajalec, * 4. april 1849, Remšenik (Remschenig) Koroška, † ok. 1894/96 (?).

## Življenjepis
Haderlap je obiskoval gimnazijo v Novem mestu in jo končal 1869. Po končani gimnaziji se je zaposlil kot telegrafist in med drugim služboval v Trstu, kjer je objavljal članke v Primorcu. Leta 1874 se je v politiki pridružil krogu J. Bleiweisa in ostro napadal mladoslovence.  Sodeloval je pri Novicah. Od leta 1877 do 1882 je bil urednik Slovenca, 1882 Ljubljanskega glasa v Ljubljani in 1883 do 1896 Celovškega Mira.

## Delo
Z liriko v zbirkah Brstje (1872), Razne poezije (1874) in Pesmi na tujem (1876) ni uspel, priljubil pa se je kot avtor ljudskih pesmi Kuhnovci v Bosni (1879).
Haderlap je poslovenil je več ljudskih povesti, po nemškem prevodu je priredil Shakespearovo tragedijo Romeo in Julija, vendar pa prevoda niso uporabili ne za tisk, niti ga niso uprizorili. Iz nemščine je prevajal tudi pravljice med drugim zbirko Tisoč in ena noč.